# Cherish (bài hát của Madonna)
"Cherish" là một bài hát của nghệ sĩ thu âm người Mỹ Madonna nằm trong album phòng thu thứ tư của cô, Like a Prayer (1989). Nó được phát hành vào ngày 1 tháng 8 năm 1989 như là đĩa đơn thứ ba trích từ album bởi Sire Records. Được viết lời và sản xuất bởi Madonna và Patrick Leonard, bài hát được xây dựng xung quanh những chủ đề về tình yêu và mối quan hệ tình cảm, với cốt truyện Romeo và Juliet của William Shakespeare là một trong những nguồn cảm hứng lớn. Đây là một bản pop mang phong cách của doo-wop, và được nhấn mạnh bởi giới chuyên môn như là một bài hát nhẹ nhàng và sử dụng nhiều loại nhạc cụ khác nhau như trống máy, bộ gõ, bàn phím và saxophone. Về mặt nội dung, "Cherish" đề cập đến sự chung thủy của Madonna đối với người yêu, và bày tỏ lời hứa luôn ở bên cạnh anh của cô. Bài hát cũng xuất hiện trong nhiều album tuyệt phẩm của nữ ca sĩ như The Immaculate Collection (1990) và Celebration (2009).
Sau khi phát hành, "Cherish" nhận được những phản hồi tích cực từ các nhà phê bình âm nhạc, trong đó họ rất ngạc nhiên bởi sự thay đổi về nội dung và hình ảnh âm nhạc nhẹ nhàng của Madonna, không giống như những đĩa đơn trước vốn đề cập đến những chủ đề như tôn giáo và tình dục từ Like a Prayer. Họ cũng so sánh một số đoạn trong lời bài hát với những lời nói của Juliet trong Romeo và Juliet. Nó cũng gặt hái những thành công vượt trội về thương mại, đứng đầu bảng xếp hạng ở Canada và lọt vào top 10 ở nhiều thị trường lớn như Úc, Bỉ, Canada, Ireland, Ý, New Zealand và Vương quốc Anh. Tại Hoa Kỳ, bài hát đạt vị trí thứ hai trên bảng xếp hạng Billboard Hot 100, trở thành đĩa đơn thứ 16 liên tiếp của Madonna lọt vào top 5 tại đây, đồng thời giúp cô thiết lập một kỷ lục trong lịch sử bảng xếp hạng.
Video ca nhạc cho "Cherish" được đạo diễn bởi nhiếp ảnh gia Herb Ritts tại bãi biển Paradise Cove ở Malibu, California, và thực hiện dưới tông nền đen trắng. Trong video, Madonna trình diễn bài hát và diễn xuất trước ống kính, trong khi ba diễn viên nam khác hóa thân thành những người cá và vui đùa trong và ngoài biển. Nó đã nhận được nhiều lời tán dương từ giới phê bình, trong đó họ lưu ý rằng hình ảnh người cá đã trở thành biểu tượng cho cộng đồng người đồng tính và những áp bức mà họ phải đối mặt. Madonna chỉ biểu diễn "Cherish" trong chuyến lưu diễn năm 1990 của cô Blond Ambition World Tour, và bao gồm những vũ công của cô trong trang phục của những người cá.

## Danh sách bài hát
| - Đĩa đơn cassette và 7" tại Bắc Mỹ 1. "Cherish" (bản 7") – 4:03 2. "Supernatural" – 5:12 - Đĩa 7" quảng bá tại Bắc Mỹ 1. "Cherish" (bản fade) – 4:03 2. "Cherish" (bản LP) – 5:03 3. "Supernatural" – 5:12 | - Đĩa 7" tại Vương quốc Anh 1. "Cherish" – 5:03 2. "Supernatural" – 5:12 - Đĩa 12" tại Vương quốc Anh 1. "Cherish" (bản mở rộng) – 6:18 2. "Cherish" (bản 7") – 4:03 3. "Supernatural" – 5:12 |

## Danh sách các phiên bản chính thức
- Bản album (5:03)
- Bản 7"/Fade (4:03)
- Bản mở rộng (6:18)
- Bản The Immaculate Collection và Celebration (3:52)
- Bản video (4:33)

## Xếp hạng
| Bảng xếp hạng (1989)                  | Vị trí cao nhất |
| ------------------------------------- | --------------- |
| Úc (ARIA)                             | 4               |
| Áo (Ö3 Austria Top 40)                | 16              |
| Bỉ (Ultratop 50 Flanders)             | 7               |
| Canada (RPM)                          | 1               |
| Canada Adult Contemporary (RPM)       | 1               |
| Châu Âu (European Hot 100 Singles)    | 3               |
| Pháp (SNEP)                           | 21              |
| Đức (Official German Charts)          | 16              |
| Ireland (IRMA)                        | 2               |
| Ý (FIMI)                              | 3               |
| Hà Lan (Dutch Top 40)                 | 7               |
| Hà Lan (Single Top 100)               | 7               |
| New Zealand (Recorded Music NZ)       | 5               |
| Na Uy (VG-lista)                      | 10              |
| Tây Ban Nha (PROMUSICAE)              | 10              |
| Thụy Sĩ (Schweizer Hitparade)         | 10              |
| Anh Quốc (OCC)                        | 3               |
| Hoa Kỳ Billboard Hot 100              | 2               |
| Hoa Kỳ Adult Contemporary (Billboard) | 1               |

| Bảng xếp hạng (1989)                 | Vị trí |
| ------------------------------------ | ------ |
| Australia (ARIA)                     | 47     |
| Belgium (Ultratop 50 Flanders)       | 84     |
| Canada (RPM)                         | 9      |
| Europe (European Hot 100 Singles)    | 54     |
| Italy (FIMI)                         | 15     |
| UK Singles (Official Charts Company) | 90     |
| US Billboard Hot 100                 | 59     |
| US Adult Contemporary (Billboard)    | 31     |

## Chứng nhận
| Quốc gia                                                                           | Chứng nhận | Số đơn vị/doanh số chứng nhận |
| ---------------------------------------------------------------------------------- | ---------- | ----------------------------- |
| Úc (ARIA)                                                                          | Vàng       | 35.000^                       |
| * Chứng nhận dựa theo doanh số tiêu thụ. ^ Chứng nhận dựa theo doanh số nhập hàng. |            |                               |